# Liste der Kulturdenkmäler in der Gießener Gesamtanlage XVI
Die folgende Liste enthält die in der Denkmaltopographie ausgewiesenen Kulturdenkmäler auf dem Gebiet  der  Stadt Gießen, Landkreis Gießen, Hessen.
Hinweis: Die Reihenfolge der Denkmäler in dieser Liste orientiert sich zunächst an Stadtteilen und anschließend der Anschrift, alternativ ist sie auch nach der Bezeichnung, der vom Landesamt für Denkmalpflege vergebenen Nummer oder der Bauzeit sortierbar.
Kulturdenkmäler werden fortlaufend im Denkmalverzeichnis des Landes Hessen durch das Landesamt für Denkmalpflege Hessen auf Basis des Hessischen Denkmalschutzgesetzes (HDSchG) geführt. Die Schutzwürdigkeit eines Kulturdenkmals hängt nicht von der Eintragung in das Denkmalverzeichnis des Landes Hessen oder der Veröffentlichung in der Denkmaltopographie ab.

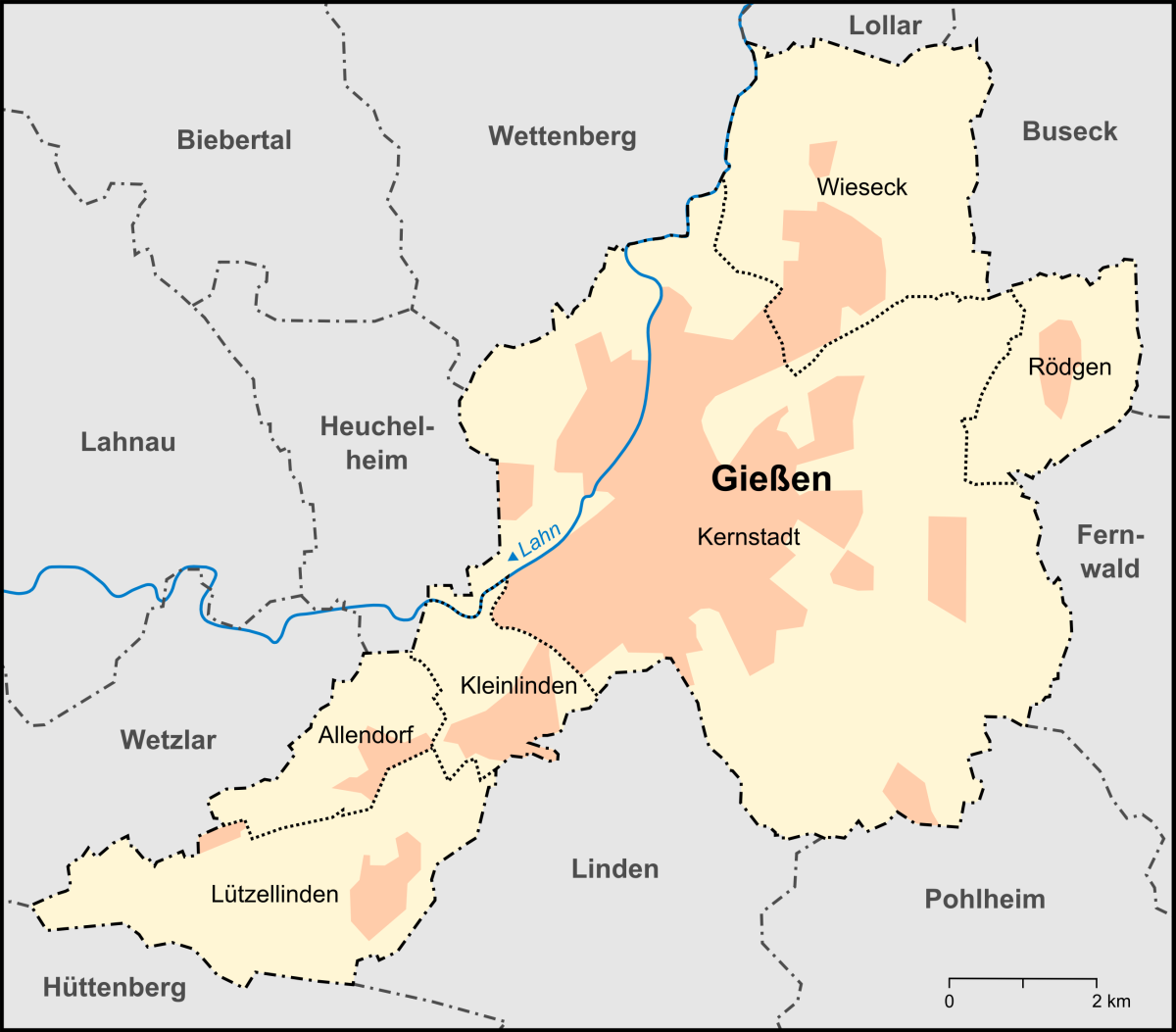
Gießener Stadtteile/Ortsbezirke

Diese Liste enthält alle Kulturdenkmäler der Gesamtanlage XVI Veterinärkliniksviertel der Stadt Gießen.
| Bild | Bezeichnung | Lage                                                                      | Beschreibung                                  | Bauzeit       | Objekt-Nr. |
| --- | --- | ------------------------------------------------------------------------- | --------------------------------------------- | ------------- | ---------- |
| | | Alter Wetzlarer Weg 17 LageFlur: 6, Flurstück: 113/6                      |                                               | 1911          | 61373 DDB  |
| weitere Bilder | Verbindungshaus der Burschenschaft Germania | Alter Wetzlarer Weg 35 LageFlur: 6, Flurstück: 245                        |                                               | 1900          | 61375 DDB  |
| | | Alter Wetzlarer Weg 37 LageFlur: 6, Flurstück: 244                        |                                               | 1901          | 61377 DDB  |
| | | Alter Wetzlarer Weg 39 LageFlur: 6, Flurstück: 239/1                      |                                               | 1902          | 61379 DDB  |
| | | Alter Wetzlarer Weg 41 LageFlur: 6, Flurstück: 238                        |                                               | 1902          | 61381 DDB  |
| | | Alter Wetzlarer Weg 43 LageFlur: 6, Flurstück: 237                        |                                               | 1905          | 61383 DDB  |
| Infoladen und Autonomes linkes Kulturzentrum „AK44“, ehemaliges Wohnhaus für einen Bahnhof-Inspektor und einen Bahnmeister der Deutz-Gießener Eisenbahn | Infoladen und Autonomes linkes Kulturzentrum „AK44“, ehemaliges Wohnhaus für einen Bahnhof-Inspektor und einen Bahnmeister der Deutz-Gießener Eisenbahn | Alter Wetzlarer Weg 44 LageFlur: 6, Flurstück: 125/7                      |                                               | 1837 bis 1887 | 61384 DDB  |
| | | Alter Wetzlarer Weg 51-53 LageFlur: 6, Flurstück: 230+231/2               |                                               | 1896 bis 1946 | 61386 DDB  |
| Ehemalige Kleinkinderschule | Ehemalige Kleinkinderschule | Alter Wetzlarer Weg 59 LageFlur: 6, Flurstück: 223                        |                                               | 1903          | 61390 DDB  |
| | | Alter Wetzlarer Weg 67 LageFlur: 8, Flurstück: 46/1                       | Teil der Gesamtanlage Veterinärkliniksviertel | 1911          | 890247     |
| | | Alter Wetzlarer Weg 69 LageFlur: 8, Flurstück: 37                         |                                               | 1910          | 61396 DDB  |
| | | Buchnerstraße 3 LageFlur: 8, Flurstück: 25                                |                                               | 1924          | 61398 DDB  |
| | | Crednerstraße 6 LageFlur: 6, Flurstück: 247                               |                                               | 1898          | 61402 DDB  |
| | | Crednerstraße 8 LageFlur: 6, Flurstück: 246                               |                                               | 1900          | 61404 DDB  |
| | | Crednerstraße 12-14 LageFlur: 6, Flurstück: 236+242                       |                                               | 1901          | 61408 DDB  |
| | | Crednerstraße 16 LageFlur: 6, Flurstück: 235/1                            |                                               | 1913          | 61410 DDB  |
| | | Crednerstraße 18 LageFlur: 6, Flurstück: 228                              |                                               | 1914          | 61412 DDB  |
| | | Crednerstraße 19 LageFlur: 6, Flurstück: 178                              |                                               | 1920          | 61414      |
| | | Crednerstraße 22 LageFlur: 6, Flurstück: 226                              |                                               | 1899          | 61416 DDB  |
| | | Crednerstraße 24 LageFlur: 6, Flurstück: 224                              |                                               | 1898          | 61420 DDB  |
| Crednerhaus | Crednerhaus | Crednerstraße 26 LageFlur: 6, Flurstück: 222                              |                                               | 1901          | 61422 DDB  |
| | | Crednerstraße 29-31 LageFlur: 6, Flurstück: 204+205+206                   |                                               | 1897          | 61424 DDB  |
| | | Frankfurter Straße 46 LageFlur: 6, Flurstück: 116/3                       |                                               | 1894          | 61430 DDB  |
| | | Frankfurter Straße 48 LageFlur: 6, Flurstück: 117/1                       |                                               | 1898          | 61432 DDB  |
| | | Frankfurter Straße 50 LageFlur: 6, Flurstück: 117/3                       |                                               | 1905          | 61434 DDB  |
| | | Frankfurter Straße 52 LageFlur: 6, Flurstück: 119/1                       |                                               |               | 61435 DDB  |
| | | Frankfurter Straße 58 LageFlur: 6, Flurstück: 122/30                      |                                               | 1898          | 61437 DDB  |
| | | Frankfurter Straße 60 LageFlur: 6, Flurstück: 156/1                       |                                               | 1896          | 61439 DDB  |
| | | Frankfurter Straße 66 LageFlur: 6, Flurstück: 171                         |                                               | 1902          | 61441 DDB  |
| | | Frankfurter Straße 72 LageFlur: 6, Flurstück: 194                         |                                               | 1897          | 61443 DDB  |
| Veterinär-Medizinische Institute | Veterinär-Medizinische Institute | Frankfurter Straße 92, 94, 96, 108, 120, 122 LageFlur: 8, Flurstück: 58/4 |                                               | 1900 bis 1910 | 61446 DDB  |
| | | Hillebrandstraße 1+1A LageFlur: 6, Flurstück: 193                         |                                               | 1897          | 61450 DDB  |
| | | Hillebrandstraße 2 LageFlur: 6, Flurstück: 172                            |                                               | 1902          | 61452 DDB  |
| | | Hillebrandstraße 3 LageFlur: 6, Flurstück: 192                            |                                               | 1898          | 61454 DDB  |
| | | Hillebrandstraße 5-7 LageFlur: 6, Flurstück: 189+191                      |                                               | 1898          | 61456 DDB  |
| | | Hillebrandstraße 6 LageFlur: 6, Flurstück: 173                            |                                               |               | 801261 DDB |
| | | Hillebrandstraße 8 LageFlur: 6, Flurstück: 174                            |                                               | 1904          | 61460 DDB  |
| | | Hillebrandstraße 9-11 LageFlur: 6, Flurstück: 186+187                     |                                               | 1898          | 61464 DDB  |
| | | Hillebrandstraße 12 LageFlur: 6, Flurstück: 176                           |                                               | 1903          | 61462 DDB  |
| Villa Throm | Villa Throm | Hofmannstraße 1 LageFlur: 6, Flurstück: 118/4                             |                                               | 1896          | 61468 DDB  |
| Villa Sundheim | Villa Sundheim | Hofmannstraße 3 LageFlur: 6, Flurstück: 118/2                             |                                               | 1901          | 61470 DDB  |
| | | Hofmannstraße 4 LageFlur: 6, Flurstück: 148/1                             |                                               | 1898          | 61472 DDB  |
| | | Hofmannstraße 5 LageFlur: 6, Flurstück: 118/1                             |                                               | 1898          | 61474 DDB  |
| | | Hofmannstraße 6 LageFlur: 6, Flurstück: 150                               |                                               | 1898          | 61476 DDB  |
| | | Hofmannstraße 7 LageFlur: 6, Flurstück: 118/5                             |                                               | 1894          | 61478 DDB  |
| Villa Viëtor | Villa Viëtor | Hofmannstraße 8 LageFlur: 6, Flurstück: 151/1                             |                                               | 1903          | 61480 DDB  |
| Villa Schaaf | Villa Schaaf | Hofmannstraße 9 LageFlur: 6, Flurstück: 117/2                             |                                               | 1894          | 61482 DDB  |
| Villa Behaghel | Villa Behaghel | Hofmannstraße 10 LageFlur: 6, Flurstück: 120/1                            |                                               | 1896          | 61484 DDB  |
| Villa Gaffky | Villa Gaffky | Hofmannstraße 11 LageFlur: 6, Flurstück: 117/4                            |                                               | 1893          | 61486 DDB  |
| weitere Bilder | Verbindungshaus der Landsmannschaft Darmstadtia | Klinikstraße 1 LageFlur: 6, Flurstück: 233/1                              |                                               | 1906          | 61488 DDB  |
| Häuser des Eisenbahner-Heimstättenvereins | Häuser des Eisenbahner-Heimstättenvereins | Klinikstraße 8-18 LageFlur: 6, Flurstück: 229, 164-168                    |                                               | 1921          | 61490 DDB  |
| Ehemaliges Kontor der Butzbacher Gambrinus-Brauerei | Ehemaliges Kontor der Butzbacher Gambrinus-Brauerei | Klinikstraße 15 LageFlur: 6, Flurstück: 160/3                             |                                               | 1899          | 61492 DDB  |
| | | Klinikstraße 22 LageFlur: 6, Flurstück: 170/1                             |                                               | 1890          | 61494 DDB  |
| | | Mittelweg 2 LageFlur: 6, Flurstück: 196                                   |                                               | 1897          | 61496 DDB  |
| | | Mittelweg 4-6 LageFlur: 6, Flurstück: 198+199                             |                                               | 1897          | 61498 DDB  |
| | | Mittelweg 8-10 LageFlur: 6, Flurstück: 203                                |                                               | 1897          | 61500 DDB  |
| | | Mittelweg 16-18 LageFlur: 6, Flurstück: 211+212                           |                                               | 1902          | 61502 DDB  |
| | | Mittelweg 20-22 LageFlur: 6, Flurstück: 213+214                           |                                               | 1903          | 61504 DDB  |
| | | Mittelweg 24 LageFlur: 6, Flurstück: 215                                  |                                               | 1903          | 61506 DDB  |